# 1560년대
1560년대는 1560년부터 1569년까지를 가리킨다.